# Jaitaran
Jaitaran è una suddivisione dell'India, classificata come municipality, di 19.325 abitanti, situata nel distretto di Pali, nello stato federato del Rajasthan. In base al numero di abitanti la città rientra nella classe IV (da 10.000 a 19.999 persone).

## Geografia fisica
La città è situata a 26° 12' 11 N e 73° 56' 11 E e ha un'altitudine di 306 m s.l.m..

## Società

### Evoluzione demografica
Al censimento del 2001 la popolazione di Jaitaran assommava a 19.325 persone, delle quali 10.081 maschi e 9.244 femmine. I bambini di età inferiore o uguale ai sei anni assommavano a 3.350, dei quali 1.713 maschi e 1.637 femmine. Infine, coloro che erano in grado di saper almeno leggere e scrivere erano 11.084, dei quali 7.145 maschi e 3.939 femmine.